# Loving is easy
Loving is easy is een lied geschreven door John Lees voor het album XII van Barclay James Harvest.
Lees schreef nu eens een simpel stampend rockachtig liefdesliedjes met de standaardteksten daarin ("Even the bad times are good when you are around"). Het zou als single moeten dienen ter promotie van XII, maar dat werkte niet in Engeland, wel in Duitsland. BJH had nog geen echte hit gehad in Engeland, maar de British Broadcasting Corporation (BBC) zag wel wat in dit nummer.  Een opname voor The Old Grey Whistle Test lagen in de planning, maar of Lees nog wel even de tekst wilde aanpassen. De zinsnede "I shoot all my love into you" kon in hun ogen niet en al helemaal niet bij uitzendingen overdag. Lees paste de tekst enigszins aan en er kwam een nieuwe opname, iets korter dat het oorspronkelijke. De opnamen van het televisieprogramma waren al achter de rug, toen het alsnog definitief niet uitgezonden mocht worden. Opnieuw struikelde de BBC over een deel van de tekst: "Just get a hold and watch it grow".
Op de b-kant stond een liveversie van Polk Street rag; wellicht in dit verband een ongelukkige keus; het gaat over de pornofilm Deep Throat.